# 銅車馬
銅車馬（どうしゃば）は、中国陝西省西安市の始皇帝陵で出土した銅製品。秦の始皇帝の御車の隊列を模したものと考えられている。現在は兵馬俑博物館に所蔵されている。

## 概要
1980年10月3日、程学華率いる始皇帝陵試掘分隊が、始皇帝陵墳丘から20メートルの地点の地下7メートルの深さで金製・銀製の塊と金糸のふさを発見した。さらに11月3日、2乗の銅車、8頭の銅馬および2体の御者が、地下7.8メートルの深さで出土した。これらの銅車馬は出土時には破壊され変形していた。半年にわたって2号銅車馬の修復作業がおこなわれ、1981年10月1日に一般公開された。1号銅車馬は、1987年5月に一般公開された。
銅車馬は、4頭立ての二輪馬車で、実際の車馬の2分の1の比率でできている。1号銅車馬は、立車といい、車体の右には盾と鞭、前には弩と矢が掛けられている。車上には1本の傘が立てられ、傘の下には高さ91センチの銅御者1体が手綱を引いて立った。傘には夔龍文あるいは夔鳳文が描かれている。
2号銅車馬は、安車または轀輬車といい、正座した御者1体が手綱を引いた。車体のドーム式の屋根と四囲の壁には変形龍鳳巻雲紋と雲気紋が描かれている。

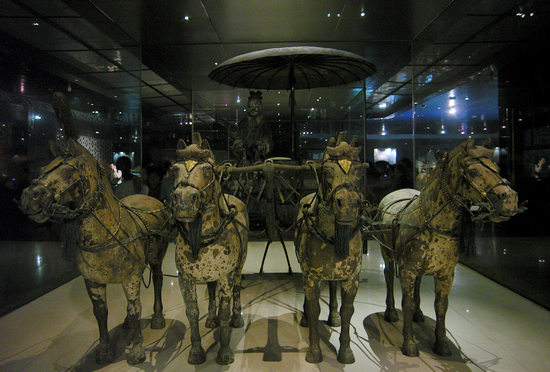
1号銅車馬
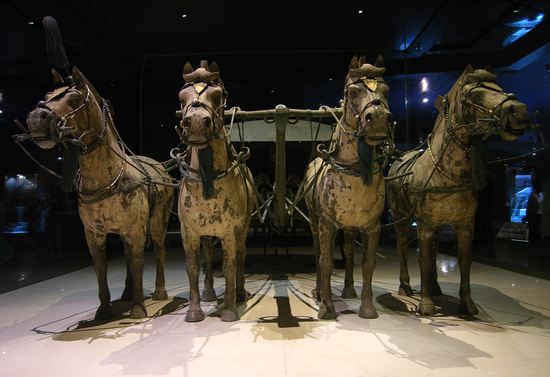
2号銅車馬